# چهارپاره
چهارپاره‌، چارپاره‌ یا دوبیتی پیوسته، یکی از قالب‌های شعر زبان فارسی است. این قالب در شعر کلاسیک فارسی تازه است و پس از مشروطیت در ایران رواج یافته است. چهارپاره از دوبیتی‌هایی با معنای منسجم تشکیل شده است، با این تفاوت که، برخلاف دوبیتی کافی است که مصرع‌های زوج هر بند دوبیتی هم‌قافیه باشند. از معروف‌ترین شاعران در این قالب می‌توان از فریدون مشیری، ملک الشعرای بهار، فریدون توللی، فروغ فرخزاد، هوشنگ ابتهاج، نادر نادرپور و حمیدی شیرازی یاد کرد.
چارپاره را جنسی سومی از دوبیتی و مثنوی می‌دانند که آسانترین قالب شعر در ادبیات کلاسیک ایران به‌شمار می‌آید.
چارپاره فرم‌های قافیه‌بندی متنوع دیگری هم دارد.

## نمودار گرافیکی چهارپاره
__________ __________#
__________ __________#

__________ __________&
__________ __________&

## نمونه چهارپاره
نمونه یک چهارپاره از فریدون توللی:
بلم آرام چون قویی سبکبار
به نرمی بر سر کارون همی رفت
به نخلستان ساحل قرص خورشید
ز دامان افق بیرون همی رفت
شفق بازیکنان در جنبش باد
شکوه دیگر و راز دگر داشت
به دشت پر شقایق باد سرمست
تو پنداری که پاورچین گذر داشت
جوان پارو زنان بر سینهٔ موج
بلم می‌راند و جانش در بلم بود
صدا سر داده مسکین در ره باد
گرفتار دل و بیمار غم بود.